# 칼릭스강

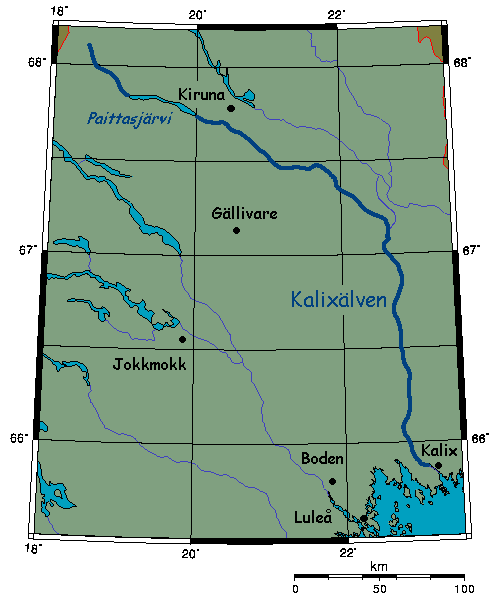
칼릭스강의 위치

칼릭스강은 스웨덴의 강으로서 북부 스웨덴에서는 가장 긴 강 중 하나다. 전체 길이는 461 km로서 키루나 지역의 산맥 지대에서 발원한다. 남서쪽으로는 스웨덴령 라플란드를 향해 흘러들어가며 칼릭스 남동쪽의 보트니아만을 통해 바다로 흘러간다. 현재까지 강 유역에 수력발전소는 없다.
가장 큰 폭포로는 조크폴(Jokkfall)이 있다. 북부 지역에서는 세 번째로 긴 강이다.